# Bella di Torriglia
La Bella di Torriglia è una figura leggendaria e popolare legata alla cittadina di Torriglia, nel genovese. Secondo un'antica filastrocca, è colei che "tutti la vogliono, ma nessuno se la piglia" (in genovese: A l'é a bella de Torriggia: tutti a vêuan e nisciûn s'a piggia). La locuzione è divenuta un modo comune per indicare qualcosa di molto ambito solo in apparenza.

## Storia

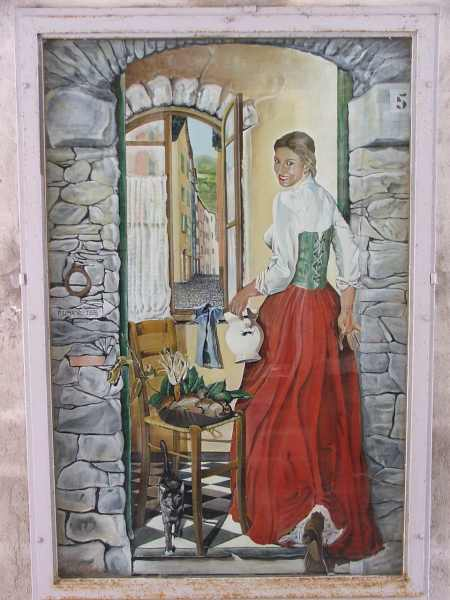
Il ritratto di Rosa Garaventa, possibile "Bella de Torriglia", realizzato da Lumàchi. Si trova sotto l'Arco in piazza Fieschi

La maggiore pretendente a questo titolo è forse Rosa Garaventa (nata a Torriglia in data sconosciuta e morta nel 1868). Un suo ritratto venne pubblicato sul periodico umoristico-letterario Farfalla. Teneva fra le mani un mazzolino di fiori e la dedica diceva: "Regina di Torriglia accende i cuor / si chiama Rosa e un fior essa è tra i fior".
La veridicità della leggenda che vuole Rosa Garaventa essere stata la Bella di Torriglia, viene messa in discussione da altre di segno opposto, di cui una  risalente al XVI secolo, secondo la quale la vera Bella di Torriglia sarebbe stata tale Clementina (o Celestina), amante di Sinibaldo Fieschi, Signore di Torriglia.
Per il Fieschi, principe di Borgo Val di Taro dal 1520 al 1532, venne coniato appositamente un testone d'argento di sette grammi.
Clementina, si dice, gli rimase fedele per tutta la vita anche se la relazione venne interrotta dall'esilio genovese della famiglia fliscana a seguito della celebre congiura nel 1547 di Gianluigi Fieschi.
Ma a Rosa Garaventa e alla misteriosa Clementina, altre fonti, oppongono una terza pretendente al ruolo di Bella di Torriglia: sulla facciata di una casa del comune ligure vi è un bel ritratto di fantasia, a piena figura, opera del pittore locale Pietro Lumachi, che raffigura tale Maria Traverso, morta nel 1886, altra possibile Bella torrigliese.
A Torriglia si può trovare, una tipica torta, composta da pasta frolla e impasto di mandorle, che porta il nome di Bella di Torriglia.
Ci sono pure alcune varianti della filastrocca, per esempio questa:
- A bella de Torriggia cô çento galanti a l'é morta figgia. ("La bella di Torriglia con cento galanti è morta signorina").

Oppure questa, dove però il significato cambia completamente:
- A l'é a bella de Torriggia: tutti a vêuan e nisciûn s'a piggia, ma quando poi a s'é maiâ, tutti orieivan aveila sposâ. ("È la bella di Torriglia: tutti la vogliono e nessuno se la piglia. Ma quando poi si è maritata, tutti avrebbero voluto averla sposata").

Oppure questa, dove traspare l'amaro rimpianto di essere stata forse eccessivamente incontentabile in gioventù:
- A dixe a figgia de Torriggia: chi vêu troppo, ninte piggia. ("Dice la ragazza di Torriglia: chi troppo vuole, niente piglia").